# Wybory generalne w Mozambiku w 2009 roku
Wybory generalne w Mozambiku w 2009 roku – wybory prezydenckie oraz parlamentarne przeprowadzone w Mozambiku 28 października 2009. W wyborach prezydenckich zdecydowane zwycięstwo, z wynikiem 75% głosów poparcia, uzyskał urzędujący prezydent Armando Guebuza. W wyborach parlamentarnych zwyciężyła rządząca partia FRELIMO.

## Sytuacja polityczna i organizacja wyborów
Wybory z października 2009 były czwartymi wielopartyjnymi wyborami od czasu ustanowienia w kraju systemu demokratycznego i zakończenia wojny domowej w 1992. Scena polityczna Mozambiku od początku lat 90. XX w. była zdominowana przez dwie partie, rządzącą FRELIMO oraz opozycyjną RENAMO, które w latach 1977-1992 toczyły ze sobą wojnę domową. O reelekcję na stanowisku prezydenta ubiegał się stojący na czele państwa od 2004 Armando Guebuza z partii FRELIMO. Jego głównym rywalem był lider RENAMO, Afonso Dhlakama, który startował w wyborach po raz czwarty z rzędu. Trzecim kandydatem był Daviz Simango, który opuścił szeregi RENAMO i w marcu 2009 założył własną partię, Ruch Demokratyczny Mozambiku (MDM, Movimento Democrático de Moçambique). Za głównego faworyta uważany był urzędujący prezydent Guebuza. Jego szanse wzrosły jeszcze bardziej, po rozłamie w szeregach opozycji w 2009 oraz słabym wyniku RENAMO w wyborach na burmistrzów miast w listopadzie 2008.
W wyborach parlamentarnych o 250 mandaty w Zgromadzeniu Republiki (jednoizbowy parlament) ubiegało się 17 partii politycznych i 2 koalicje. Głosowanie odbywało się w 11 okręgach wyborczych, według zasad ordynacji proporcjonalnej, z 5-procentowym progiem wyborczym. Największe szanse na zdobycie mandatów miały: FRELIMO, RENAMO oraz MDM.
Wybory w Mozambiku były monitorowane przez międzynarodowych i lokalnych obserwatorów. Unia Afrykańska delegowała 22-osobową misję obserwacyjną, SADC misję 24-osobową, Wspólnota Narodów przysłała 11 obserwatorów, a Unia Europejska umieściła w całym kraju 24 długoterminowych obserwatorów i ponad 70 krótkoterminowych.

## Kampania wyborcza
Kampania wyborcza rozpoczęła się w Mozambiku 13 września i trwała do 26 października 2009. Przed samym głosowaniem obowiązywała dwudniowa cisza wyborcza. Do udziału w wyborach uprawnionych jest ok. 10 mln obywateli powyżej 18 roku życia.
Prezydent Guebuza w czasie kampanii zapowiadał kontynuację swojej polityki jedności narodowej i rozwoju oraz dalszą walkę z biedą wśród obywateli. Zadeklarował, że jeśli zostanie ponownie wybrany, nie będzie dążył do zmiany konstytucji i ubiegania się o trzecią z kolei kadencję na stanowisku.
Dhlakama opowiadał się za ułatwieniami w uzyskiwaniu kredytów przez drobnych przedsiębiorców oraz ludzi młodych. Zapowiedział wprowadzenie zmian w systemie sądownictwa, który jego zdaniem sprzyja partii rządzącej, tak by wszyscy obywatele byli traktowani sprawiedliwie. Powiedział, że w przypadku kolejnej przegranej, nie weźmie już udziału w przyszłych wyborach. Daviz Simango oskarżył FRELIMO o nieradzenie sobie z zapobieganiem społecznemu wykluczeniu mieszkańców. Wezwał do głosowania na MDM w celu zapobieżenia powrotowi jednopartyjnego państwa. Obaj kandydaci opozycji podkreślali konieczność "zmiany" w polityce. We wrześniu 2009 komisja wyborcza zakazała startu w wyborach parlamentarnych kandydatom MDM w 9 okręgach wyborczych, argumentując to złożeniem niekompletnych dokumentów podczas rejestracji.

## Wyniki wyborów
10 listopada 2009 komisja wyborcza ogłosiła oficjalne wyniki wyborów, według których zdecydowane zwycięstwo w wyborach prezydenckich odniósł prezydent Guebuza, zdobywając 75% głosów. Drugie miejsce zajął Afonso Dhlakama (16,4% głosów), a trzecie Daviz Simango (8,6% głosów).
W wyborach parlamentarnych, również z dużą przewagą, zwyciężyła rządząca partia FRELIMO, która zwiększyła swój stan posiadania do 191 miejsc w 250-osobowym parlamencie. Porażkę poniósł natomiast opozycyjny RENAMO, który zdobył tylko 51 mandatów. Do parlamentu  wszedł również Ruch Demokratyczny Mozambiku (MDM), który wprowadził do niego 8 deputowanych
Międzynarodowi obserwatorzy pochwalili przebieg wyborów, oświadczając, że przebiegły one w sposób pokojowy i zgodnie z regionalnymi standardami i zasadami. Przewodniczący misji obserwacyjnej SADC, Eustarckio Kazonga, stwierdził, że nie odnotowano żadnych aktów zastraszania czy przemocy w czasie głosowania. Już wcześniej, 30 października 2009, obserwatorzy z UE pochwalili przebieg głosowania i określili je mianem spokojnego i dobrze zorganizowanego. Skrytykowali jednak komisję wyborczą za wykluczenie wielu kandydatów z przyczyn technicznych i proceduralnych, nazywając to "ograniczeniem prawa wyboru głosujących".

### Wybory prezydenckie
| Kandydat - Partia polityczna | Kandydat - Partia polityczna | Liczba głosów | %      |
| ---------------------------- | ---------------------------- | ------------- | ------ |
|                              | Armando Guebuza (FRELIMO)    | 2 974 627     | 75,0%  |
|                              | Afonso Dhlakama (RENAMO)     | 650 679       | 16,41% |
|                              | Daviz Simango (MDM)          | 340 579       | 8,59%  |
| Razem                        | Razem                        |               | 100%   |
| Źródło:                      |                              |               |        |

### Wybory parlamentarne
| Partia polityczna | Partia polityczna                  | Liczba głosów | %      | +/–     | Liczba mandatów | +/– |
| ----------------- | ---------------------------------- | ------------- | ------ | ------- | --------------- | --- |
|                   | FRELIMO                            | 2 907 335     | 74,66% | +12,63% | 191             | +31 |
|                   | RENAMO                             | 688 782       | 17,68% | -12,05% | 51              | -39 |
|                   | Ruch Demokratyczny Mozambiku (MDM) | 152 836       | 3,93%  | +3,93%  | 8               | +8  |
|                   | Pozostałe partie                   |               | 3,73%  |         | 0               | -   |
|                   | Razem                              |               | 100%   | -       | 250             | -   |
| Źródło:           |                                    |               |        |         |                 |     |